# Paul-Louis Mercanton

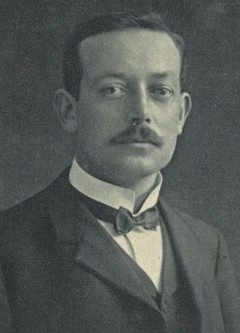
Paul-Louis Mercanton (1919)

Paul-Louis Mercanton (* 11. Mai 1876 in Lausanne; † 25. Februar 1963 ebenda; heimatberechtigt in Riex, Cully und Lutry) war ein Schweizer Physiker, Meteorologe, Glaziologe und Hochschullehrer.

## Leben
Paul-Louis Mercanton war der Sohn des Anwalts Eugène Mercanton und der Félicie Marie geb. Lavanchy. Er heiratete 1907 Alice Marguerite, Tochter des Bauern Arnold Colomb. Er absolvierte bis 1899 ein Studium als Elektroingenieur an der École d’ingénieurs de l’Université de Lausanne (heute EPFL) und wurde zwei Jahre später in Physik promoviert. An der Universität Lausanne war Mercanton von 1904 bis 1938 ausserordentlicher Professor für Physik und Elektrizitätslehre. Später unterrichtete er auch Meteorologie und Geophysik. Zuletzt stand Mercanton der Meteorologischen Zentralanstalt in Zürich (heute MeteoSchweiz) als Direktor vor.
Der Schriftsteller und Universitätsprofessor Jacques Mercanton war sein Neffe.

## Wirken

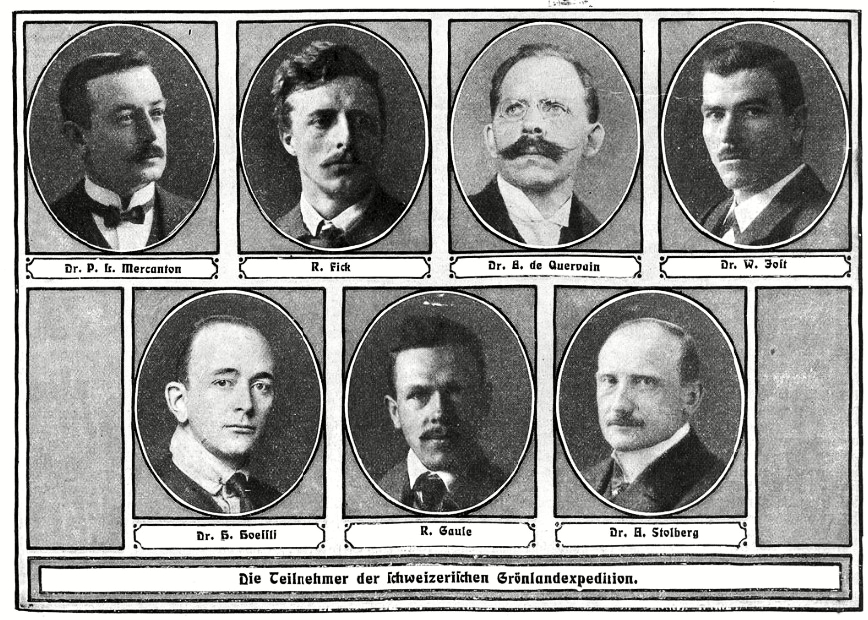
Die Teilnehmer der Schweizerischen Grönlandexpedition von 1912

Im Kanton Waadt wurde Mercanton 1911 für dreissig Jahre Leiter des Service météorologique vaudois. Er befasste sich besonders mit den Gletschern der Alpen. Von 1907 bis 1954 wurde er Redaktor und Mitautor der Berichte «Les variations périodiques des glaciers des Alpes suisses», von 1913 bis 1961 verfasste er regelmässige Berichte über die Schwankungen von Gletschern in Europa. Sein Buch «Vermessungen am Rhonegletscher 1874–1915» gilt als «Pionierwerk moderner Gletscherbeobachtung». Von 1909 bis zu seinem Tod war Mercanton Mitglied der Gletscherkommission der Schweizerischen Naturforschenden Gesellschaft, 32 Jahre amtete er als Präsident. Zudem wirkte er als Präsident der Société Vaudoise des Sciences Naturelles (SVSN) sowie als langjähriger Sekretär der International Commission on Snow and Ice.
Mercanton besuchte mit einer Expedition 1910 Spitzbergen. An der vom Geophysiker Alfred de Quervain geleiteten «Schweizerischen Grönlandexpedition» von 1912 nahm er teil. Dabei wurde erstmals das mittelgrönländische Inlandeis von Ilulissat bis zum Sermilik durchquert. Mit James Wordie, Thomas Charles Lethbridge und drei Begleitern absolvierte er am 11. August 1921 die Erstbesteigung des Beerenbergs auf der Insel Jan Mayen. Der Mercantontoppen, ein 2188 Meter hoher Nebengipfel, wurde nach ihm benannt. 
Mercanton war Inhaber der schweizerischen Radiokonzession «Nr. 1» und wurde 1923 ein Mitbegründer der Radiodiffusion des Landes.

## Ehrungen
Zu den zahlreiche Preisen mit denen Mercanton ausgezeichnet wurde, gehörte 1901 der Schläfli-Preis der Schweizerischen Naturforschenden Gesellschaft.
Nach Mercanton wurden 1960 die Mercanton Heights, ein Gebirgszug im Grahamland im Norden der Antarktischen Halbinsel, benannt. Auf der Insel Spitzbergen trägt das Mercantonfjell im Haakon-VII-Land seinen Namen.

## Werke (Auswahl)
- mit Alfred de Quervain und August Stolberg: Quer durchs Grönlandeis. Kober, Basel; Reinhardt, München 1914. (Reprint: Salzwasser Verlag, Paderborn 2012, ISBN 978-3-86444-237-7).
- Vermessungen am Rhonegletscher 1874–1915. Zürcher & Furrer, Zürich; Komm. Georg & Co., Basel; Genf; Lyon 1916.
- mit Alfred de Quervain: Ergebnisse der Schweizerischen Grönlandexpedition. Komm. Georg & Co.; Basel, Genf, Lyon 1920.